# Lee-Gletscher
Der Lee-Gletscher ist ein Gletscher in der antarktischen Ross Dependency. In den Churchill Mountains fließt er aus dem Gebiet um Mount Frost und Mount Coley in südöstlicher Richtung zum Jorda-Gletscher.
Das New Zealand Antarctic Place-Names Committee benannte ihn 2003 nach der Politikerin Sandra Lee-Vercoe (* 1952), Neuseelands Umweltministerin von 1999 bis 2002, die sich in besonderem Maße für den Umweltschutz in der Antarktis eingesetzt hatte.